# Carlos Reygadas
Carlos Reygadas est un réalisateur, scénariste et producteur de cinéma mexicain, né le 10 octobre 1971 à Mexico.
D'une grande exigence formelle, ses films témoignent de l'influence de Tarkovski et Dreyer en particulier.
En tant que producteur, il produit notamment pour ses anciens assistants Amat Escalante et Pedro Aguilera.

## Biographie
Carlos Reygadas commence par des études de droit et exerce le métier d'avocat avant de se consacrer à la réalisation.
Son premier long métrage, Japón, sort en 2002.
Lors du Festival de Cannes 2007, il obtient le Prix du jury pour Lumière silencieuse.
En 2012, il participe à l'exposition collective Resisting the Present. Mexico 2000/2012 au musée d'Art moderne de la ville de Paris sur la jeune scène d'artistes mexicains.
Lors du Festival de Cannes 2012, il reçoit le Prix de la mise en scène pour Post Tenebras Lux.
En 2018, son film Nuestro Tiempo est sélectionné à la Mostra de Venise.
En 2025, il est membre du jury du 78e festival de Cannes en mai, et du 78e Festival de Locarno en août.

## Filmographie
- 1999 : Maxhumain, court métrage
- 2002 : Japón
- 2005 : Batalla en el cielo
- 2007 : Lumière silencieuse (Stellet Licht)
- 2012 : Post Tenebras Lux
- 2018 : Nuestro Tiempo

## Distinctions
- Prix de l'Âge d'or 2002 pour Japón
- Festival de Cannes 2007 : Prix du jury pour Lumière silencieuse (ex æquo avec Persépolis)
- Festival de Cannes 2012 : Prix de la mise en scène pour Post Tenebras Lux